# Caesars Superdome
Le Caesars Superdome (anciennement Louisiana Superdome et Mercedes-Benz Superdome), souvent appelé de manière informelle Superdome, The Dome ou New Orleans Superdome, est un stade couvert situé dans le quartier d'affaires de La Nouvelle-Orléans en Louisiane.
Depuis 1975, le dôme est le domicile des Saints de La Nouvelle-Orléans de la National Football League et fut celui de la Green Wave de Tulane, une équipe universitaire de football américain évoluant en National Collegiate Athletic Association de 1975 à 2014. Chaque année, s'y déroule le Sugar Bowl qui accueille parfois plus de 79 000 spectateurs. Pour les rencontres des Saints, la capacité du Superdome est de 73 208 places pour les matchs de saison régulière et de 73 208 pour les séries éliminatoires, de même lors d'un Super Bowl. De plus, le stade offre 56 941 places en configuration pour le baseball et environ 75 000 pour les concerts. Il organise également des matchs de basket-ball universitaire de la Southeastern Conference ou il peut accueillir 73 432 spectateurs, et parfois le Final Four basket-ball NCAA. Le Superdome dispose de 152 suites de luxe et 14 077 sièges de club.

## Histoire

### Genèse du projet
Dans le milieu des années 1960, l'homme d'affaires Dave Dixon a envisagé un stade couvert à dôme qui pourrait apporter une équipe de football américain NFL dans la ville. En 1966, sa vision est devenue une réalité après beaucoup de discussions et de planifications, la législature de la Louisiane a donné son accord, ce qui a permis au stade d'être construit.

### La construction
Après avoir conclu un accord pour bâtir un stade, la NFL a attribué au secteur une équipe, les Saints de La Nouvelle-Orléans. La construction a commencé le 11 août 1971, et a été terminée le 3 août 1975. Il a coûté 134 millions de dollars et il est une structure imposante située sur 210 000 m² de terre. Le stade à dôme a été appelé le Louisiana Superdome en raison de sa taille massive.

### L'ouverture du Superdome
Le premier match des Saints de La Nouvelle-Orléans dans le Superdome eu lieu le 28 septembre 1975. Environ 70 000 sièges multicolores repartis dans trois rangées encerclent le terrain entier. Plusieurs tableaux d'affichage et écrans géants sont répartis à l'intérieur de l'enceinte. Pendant l'été 1996, le New Orleans Superdome a bénéficié pour sa modernisation de $22,8 millions de dollars investis, pour une nouvelle entrée, des guichets supplémentaires, de nouveaux espaces pour personnes handicapées, l'amélioration de la sécurité et autres. Après la saison 2002, la surface du terrain de jeu Astroturf a été remplacée par du Fieldturf. Le Superdome accueille de nombreux autres que les matchs de football américain. Il a accueilli des matchs de basket-ball, de baseball, des expositions commerciales, des conventions, des concerts, et beaucoup d'autres évènements. Le Dome a accueilli six Super Bowls. Le 5 décembre 1981, le stade a accueilli plus de 87 500 personnes lors du concert des Rolling Stones, le record du monde pour un concert d'intérieur.

### OuraganKatrina

#### Conséquences de l'ouraganKatrina

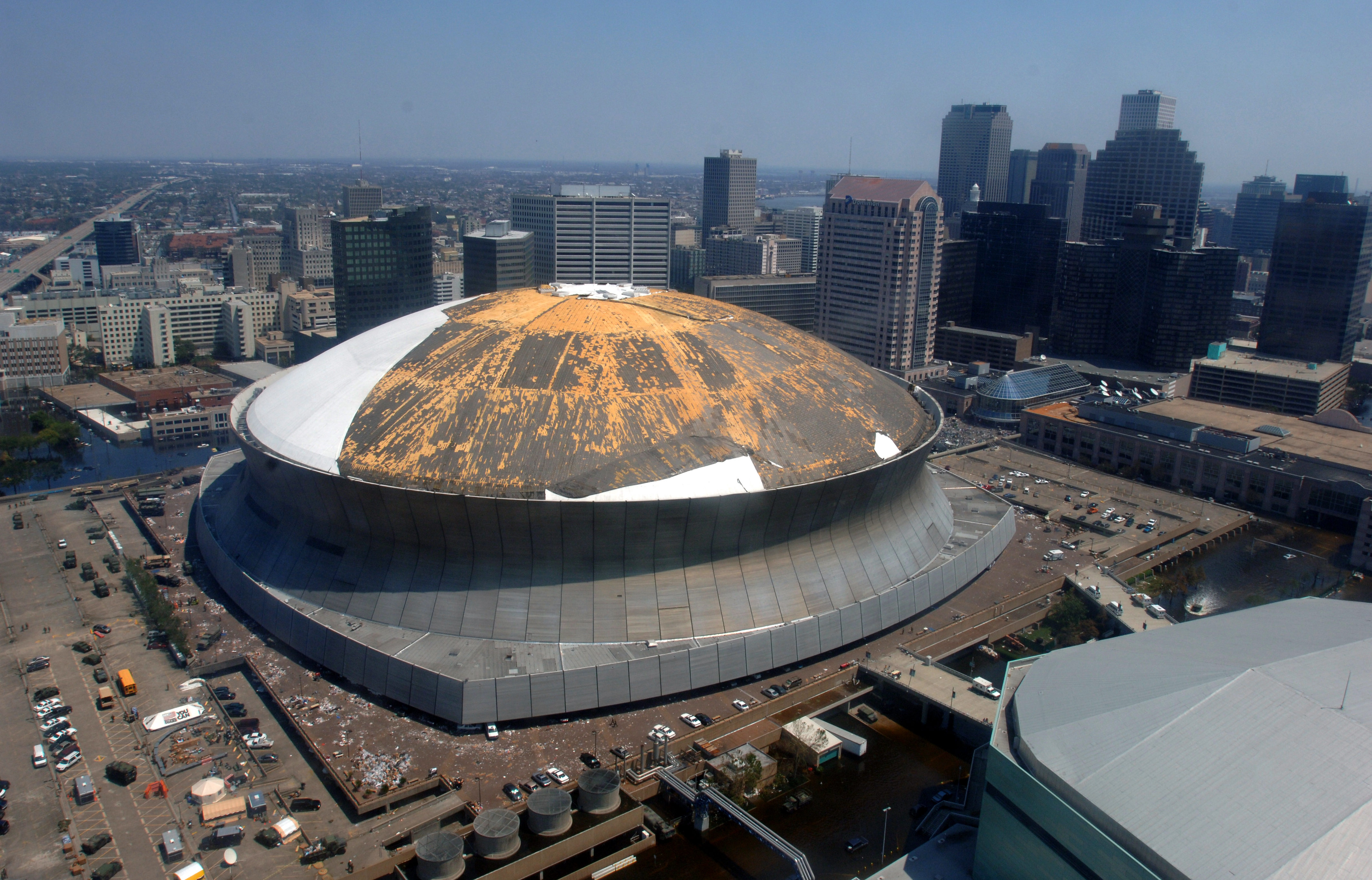
Dégâts causés par l’ouragan Katrina (vue aérienne le 4 septembre 2005).

En août 2005, le Superdome a été endommagé par l’ouragan Katrina. Il a abrité plus de 30 000 résidents de la Nouvelle-Orléans. Pour la saison 2005 de la NFL, les Saints de La Nouvelle-Orléans ont joué leurs matchs à domicile dans l'Alamodome de San Antonio et au Tiger Stadium de Baton Rouge. En janvier 2006, les travailleurs ont commencé à nettoyer et à rénover le Superdome, d'où presque 4 000 tonnes de détritus et de débris ont été enlevées.

#### Réparations et réouverture aprèsKatrina
La restauration a coûté 185,4 millions USD. Le stade a rouvert le 25 septembre 2006 pour le match opposant les Saints de La Nouvelle-Orléans à Falcons d'Atlanta ; les Saints se sont imposés 23 à 3. Pour certains, cet évènement est le symbole de la renaissance de la ville. Le financement des travaux de rénovation du stade a été assuré par la FEMA (115 millions de $US), par Louisiana Stadium & Expedition District (41 millions de $US), par la NFL (15 millions de $US) et l'État de la Louisiane (13 millions de $US).

### Rénovations
Depuis 2006, le Superdome a subi un projet de rénovation en trois phases pour un coût de 336 millions de dollars.
De nouvelles fenêtres ont été installées pour l'éclairage naturel, et l’aspect extérieur a été remodelé. Le toit blanc a été repeint et les façades sont de couleur bronze champagne. La couverture extérieure de l'ensemble du stade, plus de 37 000 m2 de revêtement d'aluminium, fut remplacée par de nouveaux panneaux d'aluminium et d'isolation ainsi qu'un système d'étanchéité innovant pour le drainage ajouté en 2010. À l'intérieur du stade, diverses améliorations furent apportées comme la modernisation des suites VIP.
Durant l'été 2010, une nouvelle surface de jeu synthétique de type UBU-Intensity Series-S5-M fut installée.
Au début de l’année 2011, la dernière phase des rénovations débuta pour un coût de 85 millions de dollars. La démolition et la reconfiguration de la partie inférieure des tribunes a permis d'augmenter la capacité de 3 100 sièges. Les travaux ont été achevés en juillet 2011, à temps pour le Essence Music Festival.
En octobre 2011, Mercedes-Benz achète les droits de naming sur dix ans, par conséquent le Louisiana Superdome devient le Mercedes-Benz Superdome. Mercedes ne renouvèle pas son contrat.
Le nouveau nom du stade à partir de septembre 2021 est Caesars (en) Superdome.

## Données techniques
Le Louisiana Superdome est une structure massive reposant sur 210 436 mètres carrés de terre, Le dôme a un espace intérieur de 3 500 000 mètres cubes. Le toit fait 77 mètres de hauteur et son diamètre est de 207 mètres, c'est l'une des plus grandes structures à dôme dans le monde. Le stade a été conçu par la firme architecturale locale, Curtis and Davis et l'entrepreneur était Huber, Hunt & Nichols.

## Événements

### Sportifs
- Final Four basket-ball NCAA, 1982, 1987, 1993, 2003, 2012 et 2022
- Sugar Bowl, depuis 1975 (sauf le Sugar Bowl 2006 après le passage de l’ouragan Katrina)
- New Orleans Bowl, depuis 2001 (sauf le New Orleans Bowl 2006 après le passage de l'ouragan Katrina)
- Bayou Classic, depuis 1975 (sauf en 2006 après le passage de l'ouragan Katrina et en 2020 pendant la pandémie de Covid-19 )
- BCS National Championship Game, 2000, 2004, 2008 et 2012
- College Football Championship Game 2020, 13 janvier 2020
- NFL Pro Bowl, 26 janvier 1976
- Super Bowl XII, 15 janvier 1978
- Super Bowl XV, 25 janvier 1981
- Super Bowl XX, 26 janvier 1986
- Super Bowl XXIV, 28 janvier 1990
- Super Bowl XXXI, 26 janvier 1997
- Super Bowl XXXVI, 3 février 2002
- Super Bowl XLVII, 3 février 2013
- Super Bowl LIX, 9 février 2025

### Concerts
- Concert de The Rolling Stones (American Tour 1981), 5 décembre 1981
- Concert de David Bowie (Glass Spider Tour), 6 octobre 1987
- Concert de Pink Floyd (The Division Bell Tour), 14 mai 1994
- Concert de U2 (Popmart Tour), 21 novembre 1997
- Concert de Britney Spears (Oops!... I Did It Again World Tour), 20 septembre 2000
- Mini-concert de U2 et Green Day le 25 septembre 2006 à l'occasion du premier match à domicile de l'équipe de football américain des Saints de La Nouvelle-Orléans après le passage de l'ouragan Katrina (ironiquement la chanson phare de ce concert est The Saints Are Coming).
- Concert de Rihanna (Good Girl Gone Bad Tour), 4 juillet 2008
- Concert de Beyoncé (I Am... World Tour), 3 juillet 2009
- Concert de Beyoncé (The Mrs. Carter Show World Tour), 7 juillet 2013
- Concert de Beyoncé et Jay-Z (On The Run Tour), 20 juillet 2014
- Concert de One Direction (Where We Are Tour), 25 septembre 2014
- Concert de Guns N' Roses (Not in This Lifetime... Tour), 31 juillet 2016
- Concert de Beyoncé (The Formation World Tour), 24 septembre 2016
- Concert de Beyoncé et Jay-Z (OTR II), 13 septembre 2018
- Concert de Taylor Swift (Reputation Stadium Tour), 22 septembre 2018
- Concert de Ed Sheeran (Divide Tour), 31 octobre 2018
- Concert de Beyoncé (Renaissance World Tour), 27 septembre 2023
- Concerts de Taylor Swift (The Eras Tour), 25, 26 et 27 octobre 2024

### Autres
- Visite du Pape Jean-Paul II, 13 septembre 1987
- Republican National Convention, 1988
- WWE WrestleMania XXX, 6 avril 2014
- WWE WrestleMania 34, 8 avril 2018
- WWE WrestleMania 42, 11 et 12 avril 2026

## Galerie de photographies

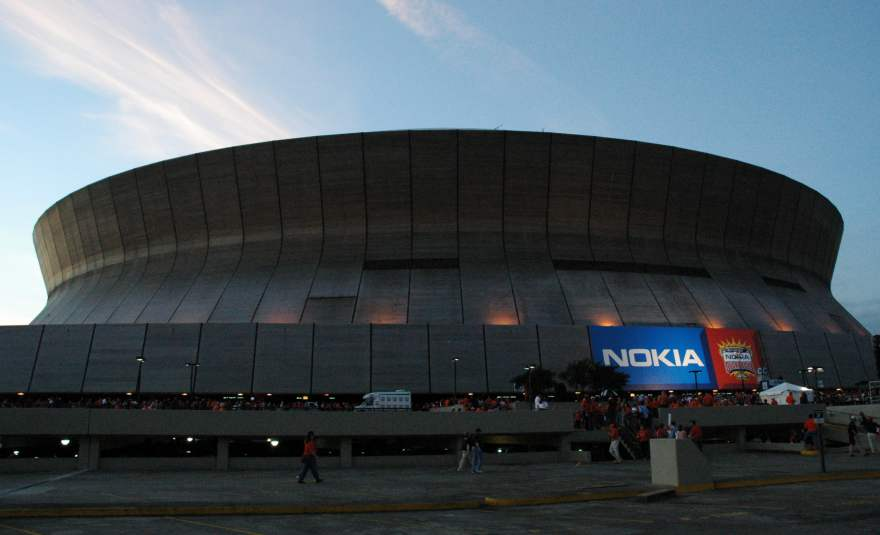
Superdome (janvier 2005).
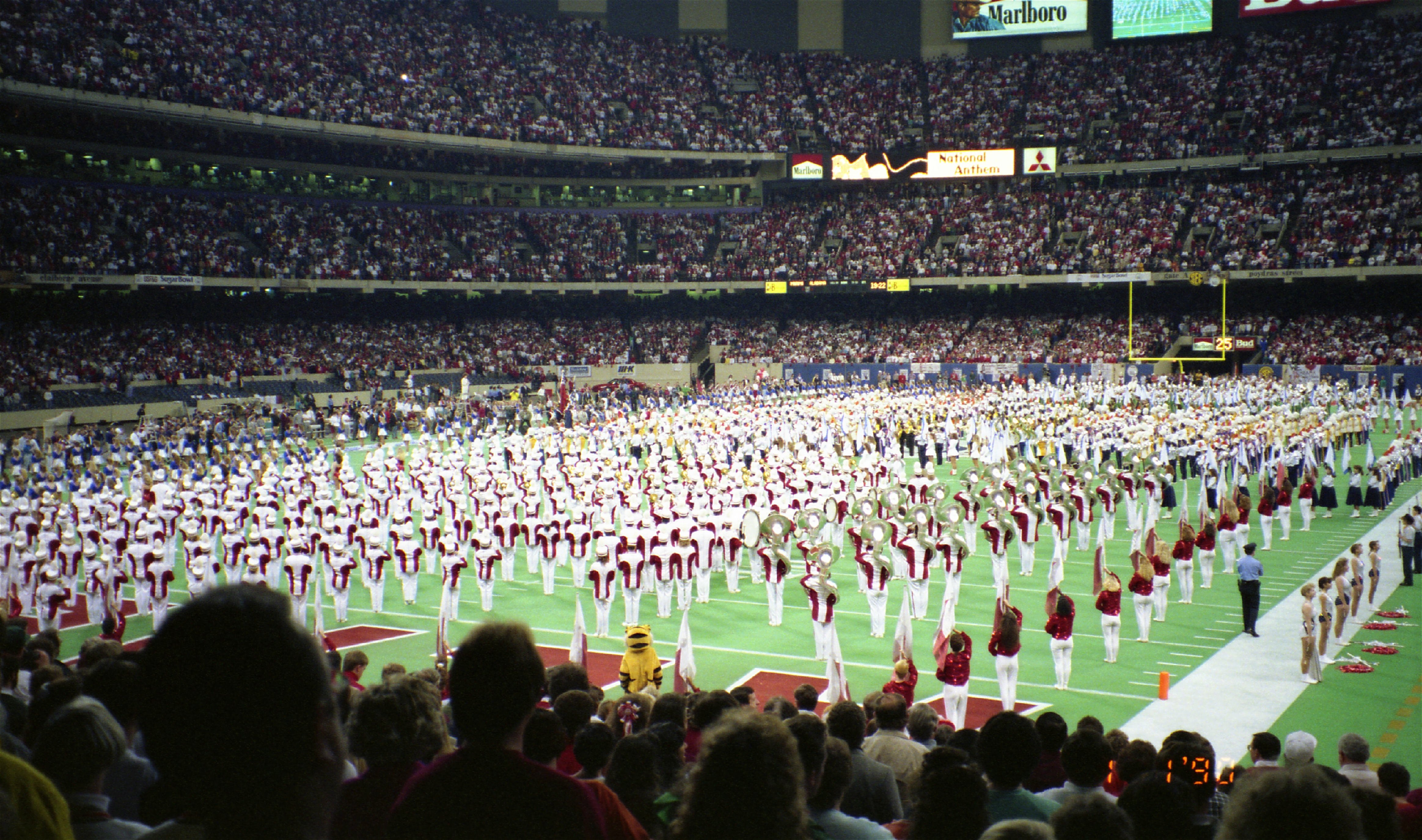
Vue intérieure (Sugar Bowl '90).
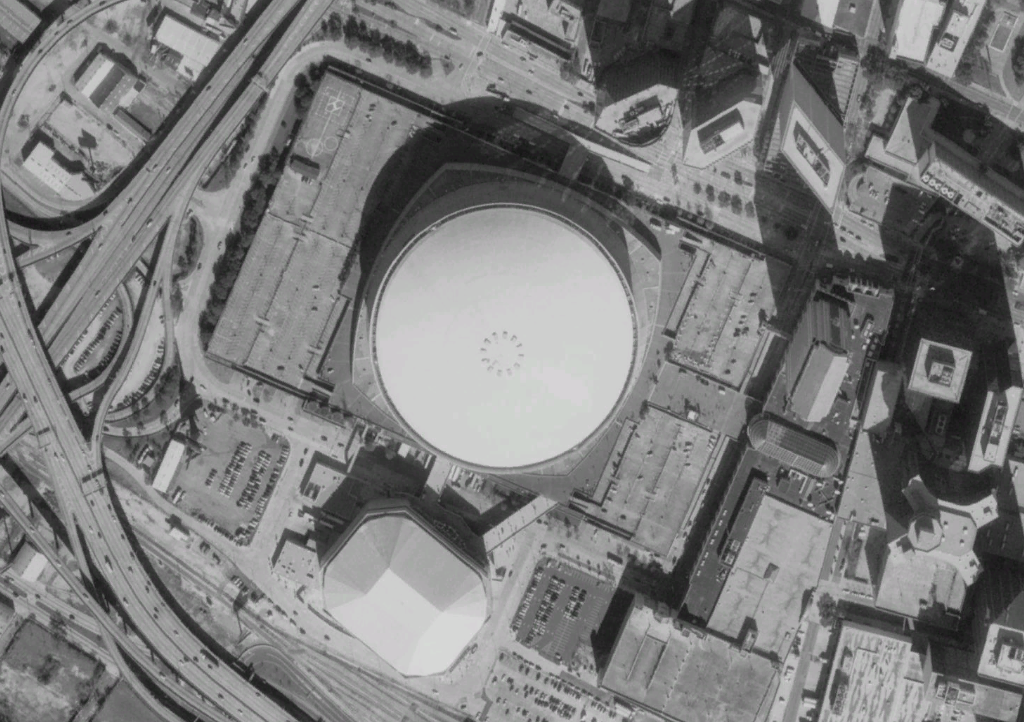
Image satellite.
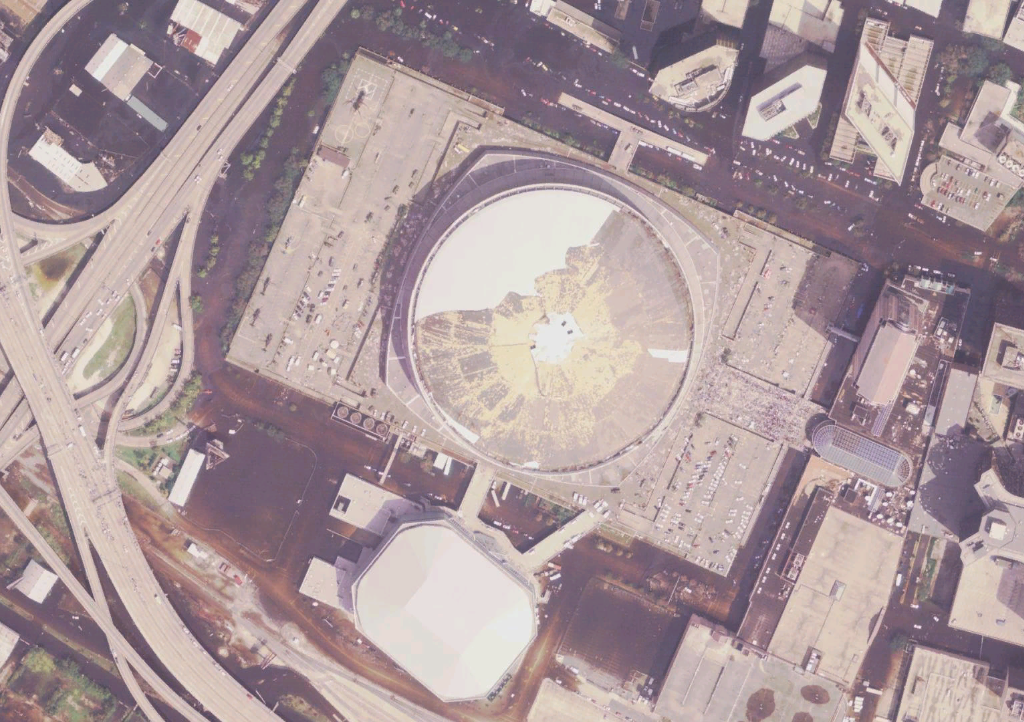
Image satellite après le passage de l’ouragan Katrina.
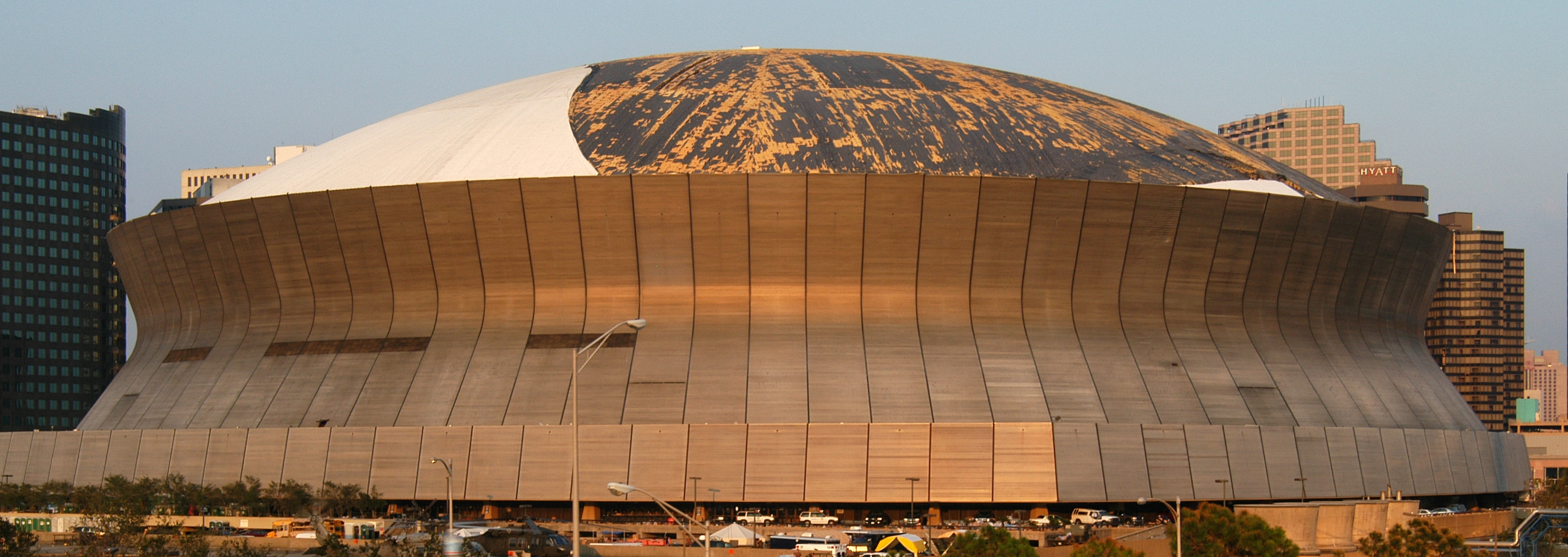
Toit endommagé.
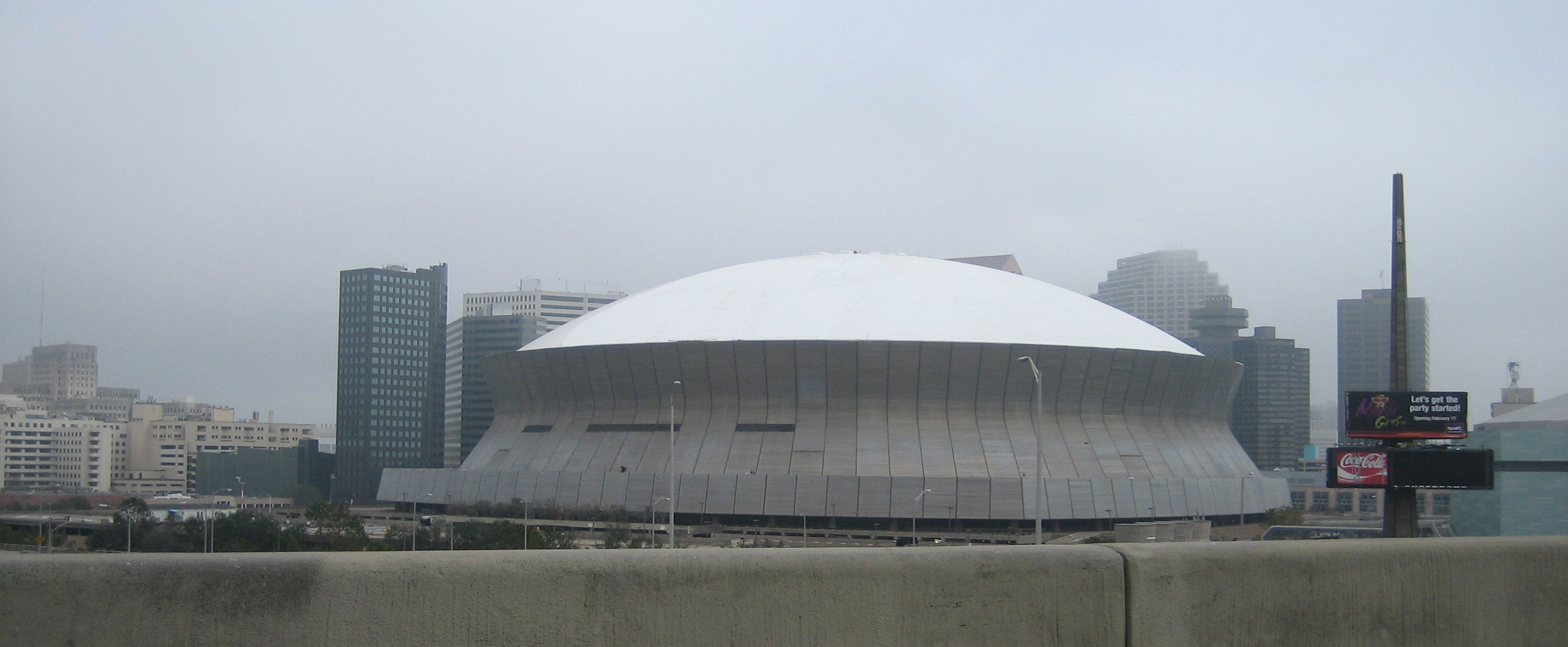
Stade rénové (janv. 2006).
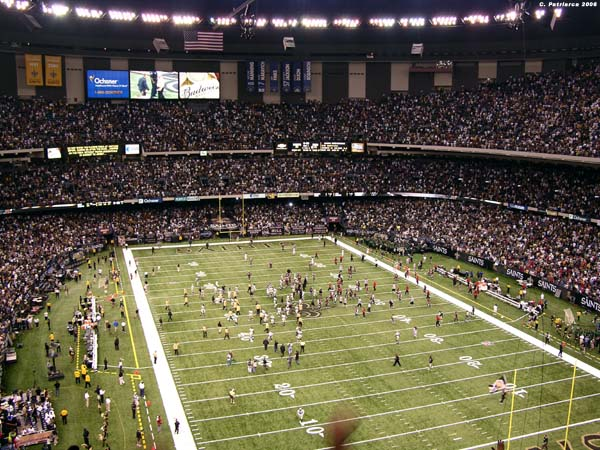
Match des Saints (oct. 2006).
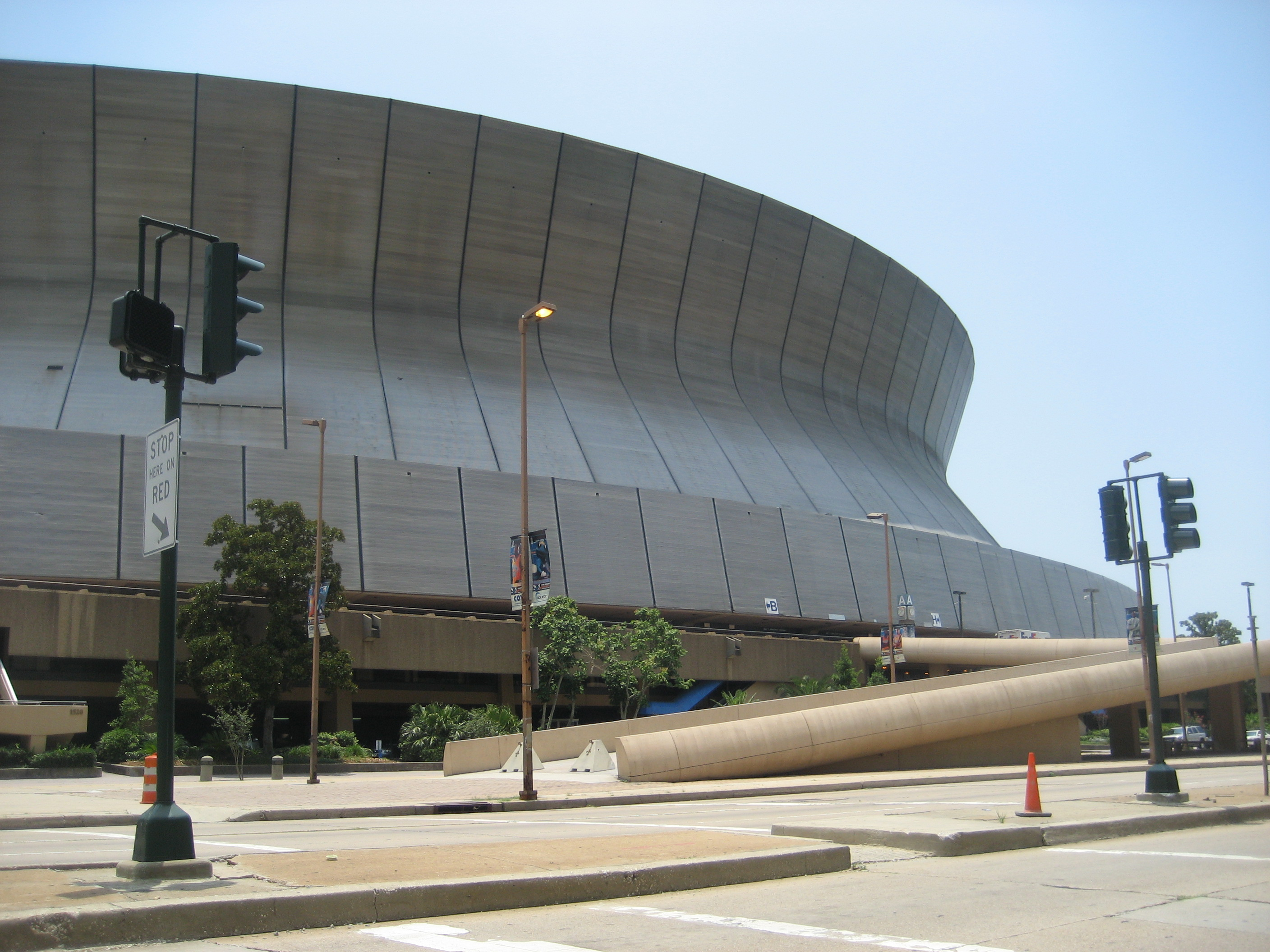
Juin 2008.
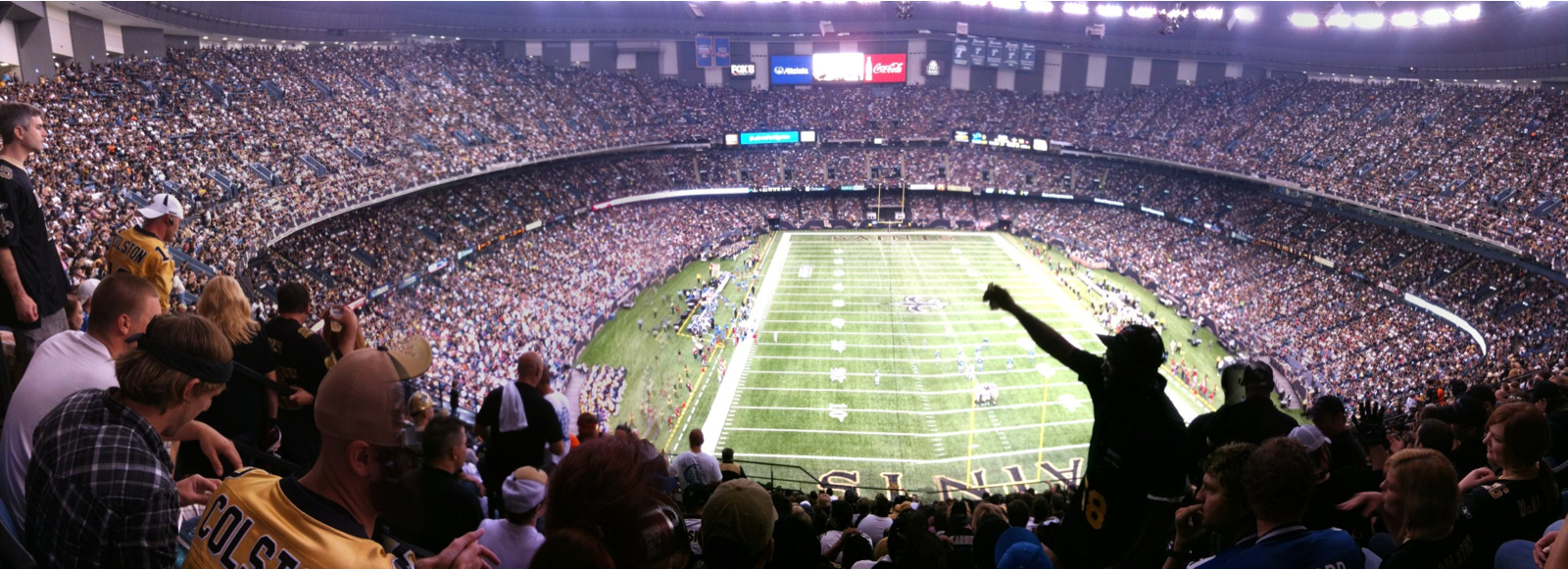
Panorama intérieur (2009).
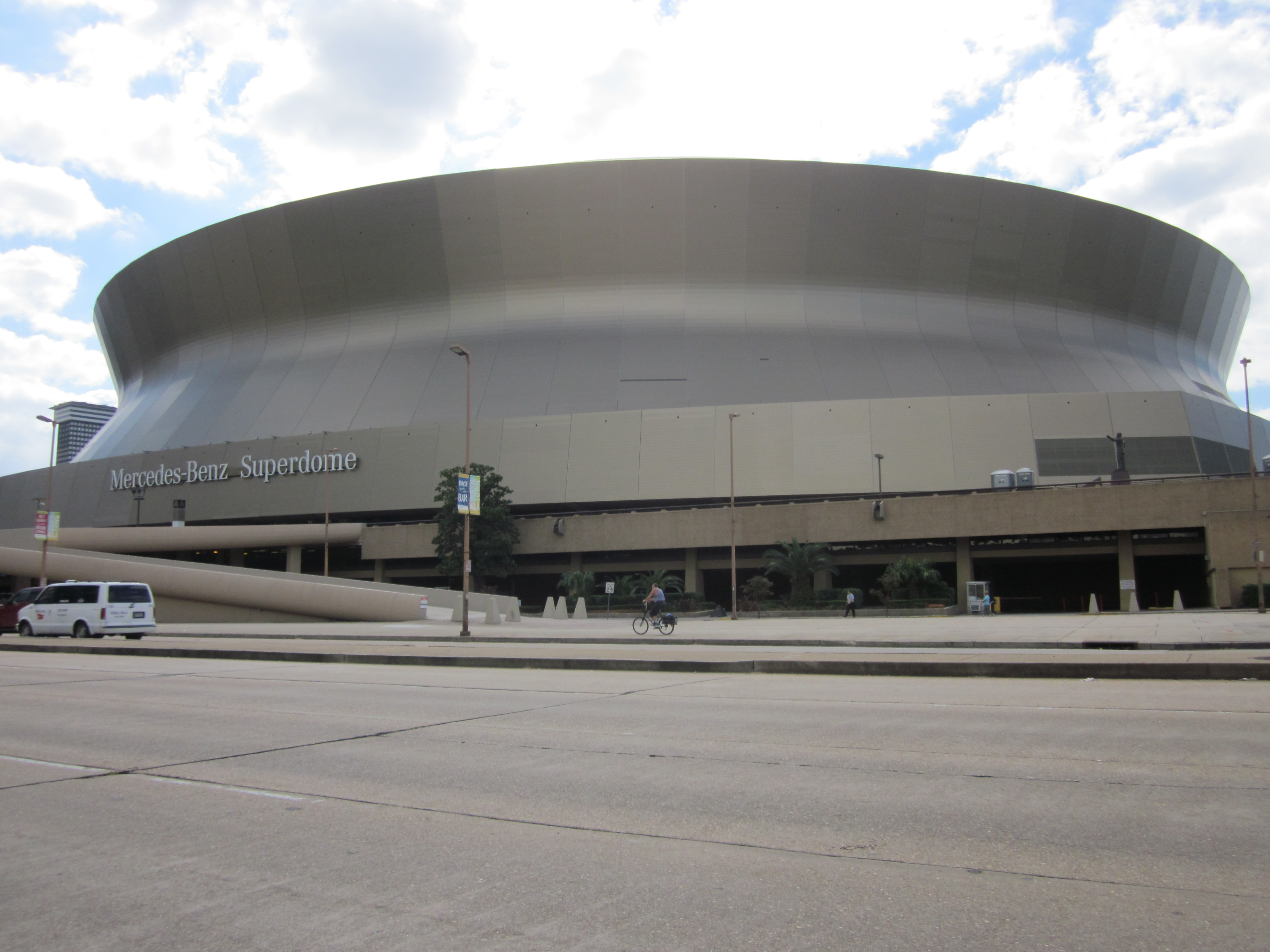
Octobre 2011.
Ancien logotype.